# استجابة الحدقة

استجابة الحدقة هي استجابة فسلجية تعتمد على العصب البصري والعصب المحرك للعين. الاستجابة على توعين:
- تقبض الحدقة
- توسع الحدقة

تفاوت الحدقتين هو حالة تكون فيها إحدى الحدقتين متوسعة والأخرى مقبوضة.